# Macroetra angola
Macroetra angola là một loài ruồi trong họ Asilidae. Macroetra angola được Londt miêu tả năm 1994. Loài này phân bố ở vùng nhiệt đới châu Phi.